# Tarzetta jafneospora
Tarzetta jafneospora är en svampart som beskrevs av W.Y. Zhuang & Korf 1987. Tarzetta jafneospora ingår i släktet Tarzetta, familjen Pyronemataceae, ordningen Pezizales, klassen Pezizomycetes, divisionen Ascomycota och riket Fungi.